# هيلاريو فرنانديز لونغ
هيلاريو فرنانديز لونغ (بالإسبانية: Hilario Fernández Long)‏ هو مهندس أرجنتيني، ولد في 12 سبتمبر 1918 في باهيا بلانكا في الأرجنتين، وتوفي في 23 ديسمبر 2002 في نيكوتشيا في الأرجنتين.